# Сава Капанов
Сава Савов Капанов е български просветен деец.

## Биография
Роден е през 1872 година в Клисура. През 1891 – 1896 година е учител в Брацигово, след това в Клисура (1896 – около 1921) и Пловдив. Служител е в Окръжната училищна инспекция в Пловдив (след 1921). Член е на Комитета за събиране на помощи за паметник на Априлското въстание в Клисура (1897). Умира през 1962 година в Пловдив.